# مرجع تقلید

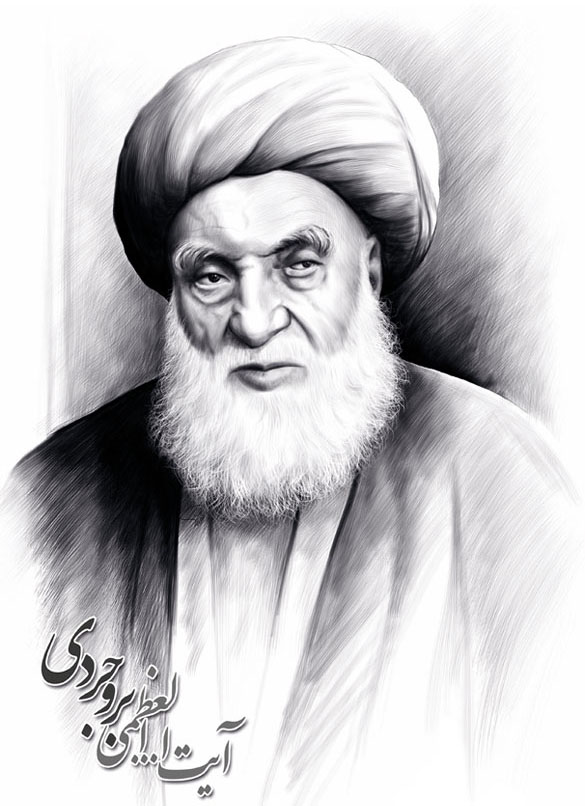
پرتره سید حسین بروجردی اثر عباس گودرزی.

مرجع تقلید در مذهب فقهی امامیه به مجتهد (فقیه) جامع‌الشرایطی گفته می‌شود که توضیح‌المسائل یا کتاب استفتائات داشته باشد و دارای پیروانی باشد که در فروع دین و احکام فقهی اسلامی از وی پیروی کنند. بنا به عقیده مشهور در میان فقهای شیعه مرجع تقلید باید زنده باشد. (مرتضی انصاری ادعای اجماع کرده است).

## معنای لغوی و اصطلاحی تقلید
تقلید در لغت به معنای قلاده بر گردن انداختن است. در اصطلاح فقه نیز به همین معناست و وقتی می‌گویند عامی از مجتهد تقلید می‌کند، یعنی گفتار او را همچون قلاده‌ای بر گردن خود می‌اندازد. عامی مقلِد و مجتهد مقلَد نامیده می‌شوند.
در دورهٔ صدر اسلام، تقلید مفهومی منفی داشته و از آن در مقام انتقاد از غیر مسلمانان استفاده می‌شد، انتقاد از آنانی که می‌خواستند بر آئین پدرانشان بمانند. اما از قرن دوم به‌تدریج بار معنایی مثبتی پیدا می‌کند و به پیروی از احادیث و گفته‌های صحابه اطلاق می‌شود.

## نقد تقلید
جریان حدیث گرای اخباریون نظریه تقلید و مرجعیت را رد کرده و حرام می‌دانند. آنها مدعی‌اند تقلید و اجتهاد در روایات امری مذموم است. آن‌ها به حدیثی از جعفر صادق استناد می‌کنند مبنی بر اینکه: از تقلید بپرهیزید که هرکس در دینش تقلید کرد هلاک شد.

## تاریخچه
تقلید در مذهب شیعه از عصر امامان آغاز شد. آنان پیروانشان را به راویان حدیث یا یاران نزدیک خود، ارجاع می‌دادند و گاهی یاران خود را به حضور در مساجد و مراکز عمومی برای فتوا دادن و ارشاد مردم تشویق می‌نمودند. ظهور تقلید در عصر امامان و تشویق آنان به این امر، به‌علت فاصله زیاد میان شهرها، فراهم نبودن امکانات ضروری برای مسافرت مردم و در نتیجه دشواری دسترسی به امام یا دسترسی نداشتن به وی، عاملِ تقیه در بسیاری موارد و بالاخره پدید آمدن مشکلات شخصی و عسر و حرج برای امامان در صورت مراجعه مستقیم مردم به آنها بود. در عصر غیبت صغرا نیاز به تقلید در احکام شرعی بیشتر احساس شد و بنا بر توقیعی که از آخرین امام دوازدهم شیعه نقل شده است، مرجع شناخت احکام در موضوعات جدید را فقیهانی معرفی کرده که دارای شرایطی هستند و مردم باید از آنها تقلید کنند.
تقلید در کتابهای اصول فقه از قرن چهارم هجری به عنوان یک اصطلاح فنی تعریف می‌شود. ابتدا این مفهوم ارتباط روشنی با آنچه که بعداً مرجع خوانده می‌شود، نداشت. اولین کسی که در میان شیعیان مقام مرجع یافت، شیخ طوسی در قرن پنجم بود، علمای دیگر خود را پیرو او دانستند و حکایت کردن از او بعدها تعبیر به تقلید از او شد. این تقلید، تقلید عالم از عالم خوانده می‌شود. اما اصول تقلید عامی از مجتهد در سده دهم بود که شکل روشنی یافت.
در ابتدا رابطه مردم و فقهای بزرگ که مرجع نامیده می‌شدند رابطه‌ای نامتمرکز بود و در منطقه یک یا چند فقیه محل رجوع مردم بودند. در دوان صفویه با حضور علمای مهاجر از جبل عامل، لبنان در دربار صفوی گرایشی به ایجاد تمرکز در روحانیت شکل گرفت و علمایی پدیدار شدند که شهرتی فراتر از منطقه خود داشتند. نقطه اوج این تمرکز در دوران اقامت آیت‌الله بروجردی در حوزه علمیه قم شکل گرفت، بروجردی مرجع تقلید بدون رقیب شیعیان شد و ثروت بزرگی در این شهر جمع شد. پس از وفات وی دوران تکثر مرجعیت دوباره فرا رسید.

## نقش مراجع تقلید شیعه
از دیدگاه فقهی، فقهای شیعه در زمان غیبت امام زمان، نایبان عام و جانشینان وی در امور شرعی و استنباط و تبیین احکام فقهی اسلامی محسوب می‌شوند.
مراجع شیعه در طول تاریخ تشیع، نقش بارزی در امور دینی، فکری و سیاسی و اجتماعی جوامع خود داشته‌اند. مثال بارز آن فتوای تحریم تنباکو توسط میرزای شیرازی در زمان حکومت قاجار است که به الغای امتیاز تنباکو انجامید. میرزای شیرازی می‌گوید کسی که در مسئله ای به اعتقادی برخلاف اعتقاد مجتهد خود رسیده، نمی‌توان او را به تقلید از نظر مجتهد موظف دانست. (ملا علی روزدری، تقریرات میرزای شیرازی، ج4، ص243.)

## مرجعیت عام
در هر زمان به‌خصوص دوره حاضر مجتهدین متعددی هستند که در یک ناحیه به‌عنوان مرجع شناخته می‌شوند اما مراجع عام تنها کسانی هستند که در اکثر بلاد شناخته شده‌اند و مقلدین متعددی دارند و در تضارب فتاوای فقهی نظرات آنها مورد توجه مراجع دیگر و علمای وقت می‌باشد. در عین حال مرجعیت عام می‌تواند متعدد نیز باشد.
سید حسین طباطبایی بروجردی، آخرین کسی بود که به معنای واقعی کلمه لقب «مرجع عام» بر او اطلاق می‌شد.

## مرجعیت اعلی
در هر دوره‌ای مرجعی که از دیگران دانش بیشتری دارد و مردم بیشتر به او مراجعه می‌کنند، به نام مرجعیت اعلی، یا مرجعیت کل شناخته شده و مرتبه بلندتری در جامعه شیعه بر عهده دارد. چنانچه دربارهٔ مصادیق آن در دوره معاصر نظر واحدی وجود نداشته باشد نمی‌توان کسی را از مصادیق مرجعیت اعلی دانست.

## مراجع مشهور معاصر
برخی از فقهای شیعه که مرجعیت عام داشته و دارای رساله عملیه و توضیح المسائل هستند و پیروانی در مناطق مختلف دارند در فهرست مراجع تقلید شیعه ذکر شده‌اند.
جامعه مدرسان حوزه علمیه قم نیز فهرستی از مراجع تقلید زنده‌ای که می‌توان از آنها تقلید کرد و صلاحیتشان برای تصدی جایگاه مرجعیت، نزد جامعه مدرسان، احراز شده را معرفی کرده که شامل سید علی خامنه‌ای، ناصر مکارم شیرازی، سید علی سیستانی، سید موسی شبیری زنجانی، حسین نوری همدانی و حسین وحید خراسانی می‌باشد.